# Maricón perdido
Maricón perdido es una serie española de 2021 original de TNT (España), creada y escrita por Bob Pop, inspirándose en episodios de su propia vida, y protagonizada por él mismo, junto con Gabriel Sánchez y Carlos González.
Debido a su éxito, logró expandirse internacionalmente estrenándose en varios territorios, a través de plataformas del grupo WarnerMedia. Se estrenó en Francia el 29 de junio por Warner TV, el 22 de julio en América Latina por TNT y HBO Max, el 26 de octubre en Estados Unidos y los países nórdicos por HBO Max, en noviembre en Alemania por Warner TV Serie, y en 2022 en Portugal y Europa Central por HBO Max.

## Sinopsis
Roberto, con tan solo 12 años, comienza una búsqueda de identidad que se alargará hasta diez años más tarde, cuando en Chueca y con vocación de ser escritor, intentará reformular su vida intentando responderse a la pregunta de quién es y cómo ser feliz en un mundo tan hostil.

## Reparto

### Elenco principal
- Bob Pop como Roberto Enríquez «Bob Pop» (etapa adulta)
- Carlos González como Roberto Enríquez «Bob Pop» (etapa adolescente)
- Gabriel Sánchez como Roberto Enríquez «Bob Pop» (etapa infantil)
- Candela Peña como Madre, la madre de Bob Pop
- Alba Flores como Lola, mejor amiga de Bob Pop
- Daniel Bayona como Bob Manso
- Ramón Pujol como Miguel

Con la colaboración de
- Carlos Bardem como Padre, el padre de Bob Pop
- Guillermo Toledo como Publicista
- Pedro Almodóvar como Él mismo
- Andreu Buenafuente como Él mismo
- Berto Romero como Él mismo
- Miguel Rellán como Abuelo, el abuelo de Bob Pop

### Elenco secundario
- Javier Bódalo como El Rata
- Berta Cascante como La Chon
- María Romanillos como Bea
- Sergi Gibert como Luis Sauna
- Roger Padilla como Carlos Lara
- Daniela Lucas como Hermana Bob
- Blas Sánchez como Ricardo
- Fernando Valdivielso como Juan Retiro
- Julia Molins como Cora
- José Luis Barquero como Javier Herrero
- Luis Maesso como Pedro Herrero
- Camille Aguilar como Pilar
- Marta Castellote como Ana
- Lola Errando como Carlota
- Michael Batista como Darío
- Miguel Cañaveras como Daniel Echevarría
- Joan Sentís como Carlos Lara (90's)

## Episodios
| N.º | Título             | Dirigido por    | Escrito por | Fecha de lanzamiento original |
| --- | ------------------ | --------------- | ----------- | ----------------------------- |
| 1   | «No llores por mí» | Alejandro Marín | Bob Pop     | 18 de junio de 2021           |
| 2   | «Retiro carnal»    | Alejandro Marín | Bob Pop     | 18 de junio de 2021           |
| 3   | «Háblame de ti»    | Alejandro Marín | Bob Pop     | 18 de junio de 2021           |
| 4   | «Manso»            | Alejandro Marín | Bob Pop     | 25 de junio de 2021           |
| 5   | «Todo bien»        | Alejandro Marín | Bob Pop     | 25 de junio de 2021           |
| 6   | «Recuerda»         | Alejandro Marín | Bob Pop     | 25 de junio de 2021           |

## Reconocimientos
| Año  | Premiación         | Categoría                                          | Nominado(s)     | Resultado | Ref.  |
| ---- | ------------------ | -------------------------------------------------- | --------------- | --------- | ----- |
| 2021 | Premios Ondas      | Mejor serie española de comedia                    | Maricón perdido | Ganadora  | [ 4 ] |
| 2021 | Premios Feroz      | Mejor serie de comedia                             | Maricón perdido | Nominada  | [ 5 ] |
| 2021 | Premios Feroz      | Mejor actor de reparto de una serie                | Miguel Rellán   | Nominado  | [ 5 ] |
| 2021 | Premios Feroz      | Mejor actriz de reparto de una serie               | Candela Peña    | Nominada  | [ 5 ] |
| 2021 | Premios MiM Series | DAMA a la mejor serie de comedia                   | Maricón perdido | Nominada  | [ 6 ] |
| 2021 | Premios MiM Series | MIM a la mejor interpretación femenina de comedia  | Candela Peña    | Ganadora  | [ 6 ] |
| 2021 | Premios MiM Series | MIM a la mejor interpretación femenina de comedia  | Alba Flores     | Nominada  | [ 6 ] |
| 2021 | Premios MiM Series | MIM a la mejor interpretación masculina de comedia | Carlos González | Nominado  | [ 6 ] |
| 2021 | Premios MiM Series | MIM a la mejor dirección                           | Alejandro Marín | Nominado  | [ 6 ] |